# Ченг

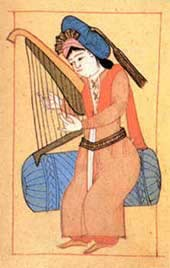
Миниатюра османского ченга

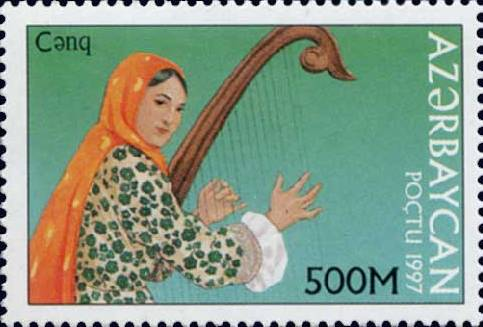
Ченг на марке Азербайджана

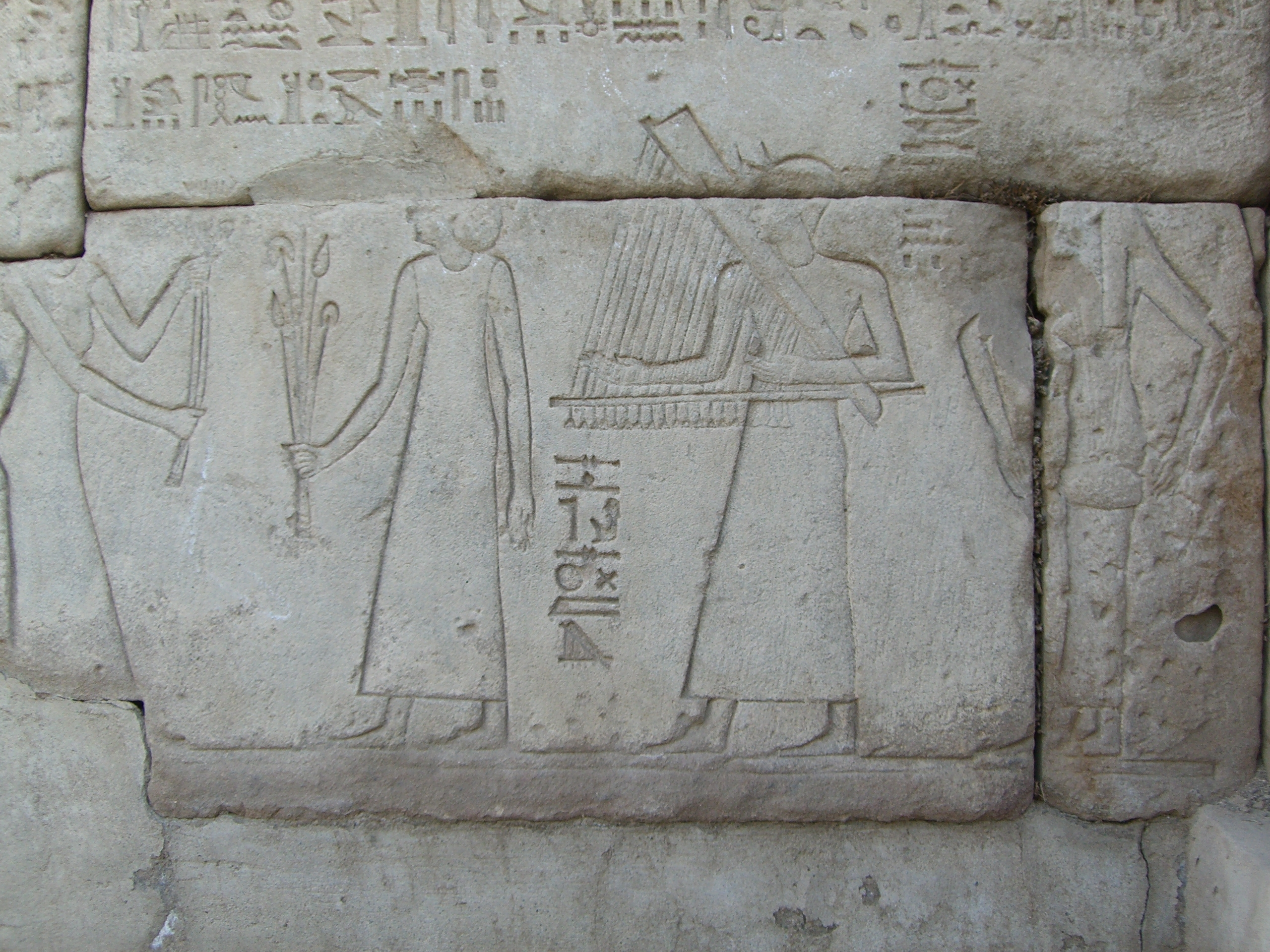
Рельеф стены Траяна, представляющий шествие певцов и музыкантов в честь Монту в Медамуде.

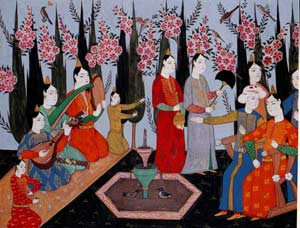
Уд, ченг и деф в дворцовом саду. Начало XVI века. Из коллекции Ахмеда I.

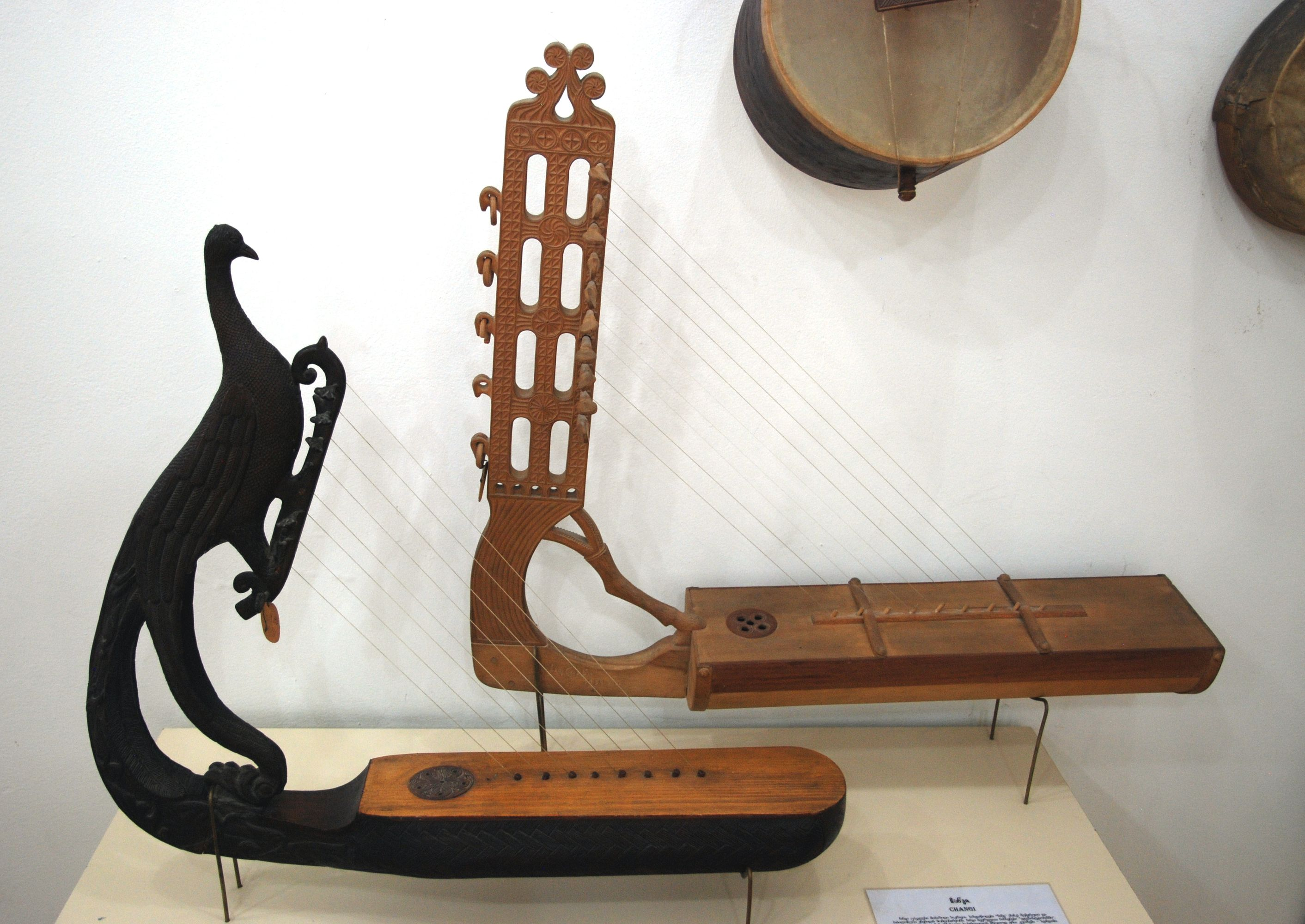
Чанги

Ченг или оттоманская арфа (перс. چنگ  «чанг»‎) — струнный музыкальный инструмент Ближнего Востока. Был популярен в Оттоманской империи до второй половины XVII века. Также распространён в Китае, Турции, Армении, Азербайджане и Центральной Азии. В основном на нём играют женщины.

## Этимология
Название инструмента — «ченг» происходит от перс. چنگ ‎ чанг и связано со значением «держать», «хватать».
В армянской этимологии «ченг» арм. Չանգ может быть переведено как «коготь».

## Исторические сведения
Предшественницей персидской и оттоманской арф вероятнее всего был инструмент, запечатлённый на античной ассирийской глиняной табличке, хотя подобный музыкальный инструмент также изображён среди рисунков древних египтян.
B результате археологических раскопок, которые проводились недалеко от античного города Кавказской Албании Барда, в селе Шатырлы, территория нынешнего Азербайджана были найдены керамические сосуды, датирующиеся IV—III вв. до нашей эры, с изображением женщины, играющей на ченге. Эти находки являются памятниками местной материальной культуры. Доктор Фарук Сумер, который знаменит своими исследованиями в области музыки тюркских народов, в статье «Музыка и танцы древних тюрков» писал: «Среди культурных памятников, найденных во время раскопок на алтайских курганах, наибольший интерес представляют два ченга. Они были отнесены к 250—500 годам до нашей эры». К XIX веку он полностью вышел из употребления в азербайджанской музыкальной практике.

## Строение
По своему строению ченг представляет собой дугообразный, продолговатый кверху музыкальный инструмент, типа арфы.
На внешнюю лицевую часть корпуса натягивается кожа осетра, а к нижней части прикрепляется шатка, продолговатой формы, на которой в свою очередь располагаются колки. Струны ченга одним концом закрепляются на металлических петлях, которые находятся на кожаной части корпуса, а другим концом наматываются на деревянные колки.

## Исполнение
Исполняют на ченге сидя, также, как и на арфе, играя пальцами правой и левой руки.

## Ченг в творчествеНизами Гянджеви
Великий классик персидской поэзии Низами Гянджеви в своих произведениях часто упоминает музыкальные инструменты народного творчества, в том числе и ченг. В частности в поэме «Семь красавиц» поэт пишет:

Взяв в руки ченг, прекрасная пери,
Поведала о муках, что снесла,
И голос ченга зазвучал, услышан всеми,
Как стон. И он влюбленных свёл с ума.

А в поэме «Хосров и Ширин» Низами добавляет:

Шёлк этих щедрых струн, о ченг, твоё лицо
Грим: серьга — напевности
К словам и музыке царь устремился разом
Что заиграет ченг? Каким утешит сказом?